# 2 czerwca
2 czerwca jest 153. (w latach przestępnych 154.) dniem w kalendarzu gregoriańskim. Do końca roku pozostaje 212 dni.

## Święta
- Imieniny obchodzą: Blandyna, Domna, Efrem, Erazm, Eugeniusz, Florianna, Fotyn, Jaczemir, Marcelin, Maria, Marianna, Materna, Mikołaj, Mszczuja, Nicefor, Piotr, Racisław, Sadok i Trofima.
- Polska – Dzień bez Krawata
- Włochy – Święto Republiki
- Wspomnienia i święta w Kościele katolickim[1][2] obchodzą:
  - św. Erazm z Formii (męczennik)
  - św. Eugeniusz I (papież)
  - święci Marcelin i Piotr (męczennicy)
  - męczennicy z Lyonu: święci Blandyna, Fotyn, biskup i in.
  - bł. Sadok i 48 Towarzyszy (męczennicy)

## Wydarzenia w Polsce
- 1273 – Książę krakowski Bolesław V Wstydliwy pokonał wojska śląskie w bitwie pod Bogucinem.
- 1611 – W Wilnie został pobity przez tłum i aresztowany włoski kalwinista Franco de Franco po tym jak publicznie nazwał bałwochwalstwem trwającą właśnie procesję z okazji uroczystości Bożego Ciała.
- 1652 – Powstanie Chmielnickiego: zwycięstwem wojsk kozacko-tatarskich nad polskimi zakończyła się dwudniowa bitwa pod Batohem.
- 1719 – Pożar Lublina.
- 1792 – Brasław otrzymał herb.
- 1809 – Wojna polsko-austriacka: utworzono Rząd Centralny Wojskowy Tymczasowy Obojga Galicji.
- 1863 – Powstanie styczniowe: Rząd Narodowy (czerwonych prawników) powołał w każdym powiecie i w Warszawie trybunały rewolucyjne do sądzenia spraw politycznych.
- 1875 – Władze Imperium Rosyjskiego założyły w Nieświeżu seminarium nauczycielskie.
- 1891 – Położono kamień węgielny pod budowę gmachu Teatru im. Juliusza Słowackiego w Krakowie.
- 1916 – Zakończył się strajk warszawskich tramwajarzy.
- 1920 – W Olsztynie po raz pierwszy wykonano pieśń O Warmio moja miła.
- 1937 – Anthony Joseph Drexel Biddle został ambasadorem USA w Polsce.
- 1939:
  - Nikołaj Szaronow został ambasadorem ZSRR w Polsce.
  - Związek Kynologiczny w Polsce został przyjęty do Międzynarodowej Federacji Kynologicznej.
- 1943:
  - Rzeź wołyńska: około 250 Polaków zostało zamordowanych we wsi Hurby przez oddział UPA.
  - W odwecie za działalność konspiracyjną Niemcy spacyfikowali wieś Kakonin na Kielecczyźnie, rozstrzeliwując 9 osób.
- 1947: 
  - Bitwa o handel: Sejm Ustawodawczy przyjął ustawy: w sprawie zwalczania drożyzny i nadmiernych zysków w obrocie handlowym, o obywatelskich komisjach podatkowych i lustratorach społecznych oraz o zezwoleniach na prowadzenie przedsiębiorstw handlowych i budowlanych.
  - Dokonano oblotu szybowca IS-1 Sęp.
- 1979 – Rozpoczęła się pierwsza pielgrzymka papieża Jana Pawła II do Polski.
- 1982 – W Grudziądzu odbył się pierwszy lekkoatletyczny Memoriał Bronisława Malinowskiego.
- 1996 – Wystartował portal internetowy Onet.pl.
- 2003 – W katastrofie samolotu Let L-200 Morava pod Zieloną Górą zginęło dwóch pilotów grupy akrobacyjnej AZL „Żelazny”.
- 2004 – W Warszawie padła rekordowa wówczas wygrana w Dużym Lotku (20 119 858,20 zł).
- 2006 – W zakładach w Ursusie zjechał z linii montażowej półtoramilionowy ciągnik rolniczy.
- 2010 – Początek drugiej fazy powodzi.
- 2025 – Karol Nawrocki wygrał wybory prezydenckie w Polsce

## Wydarzenia na świecie

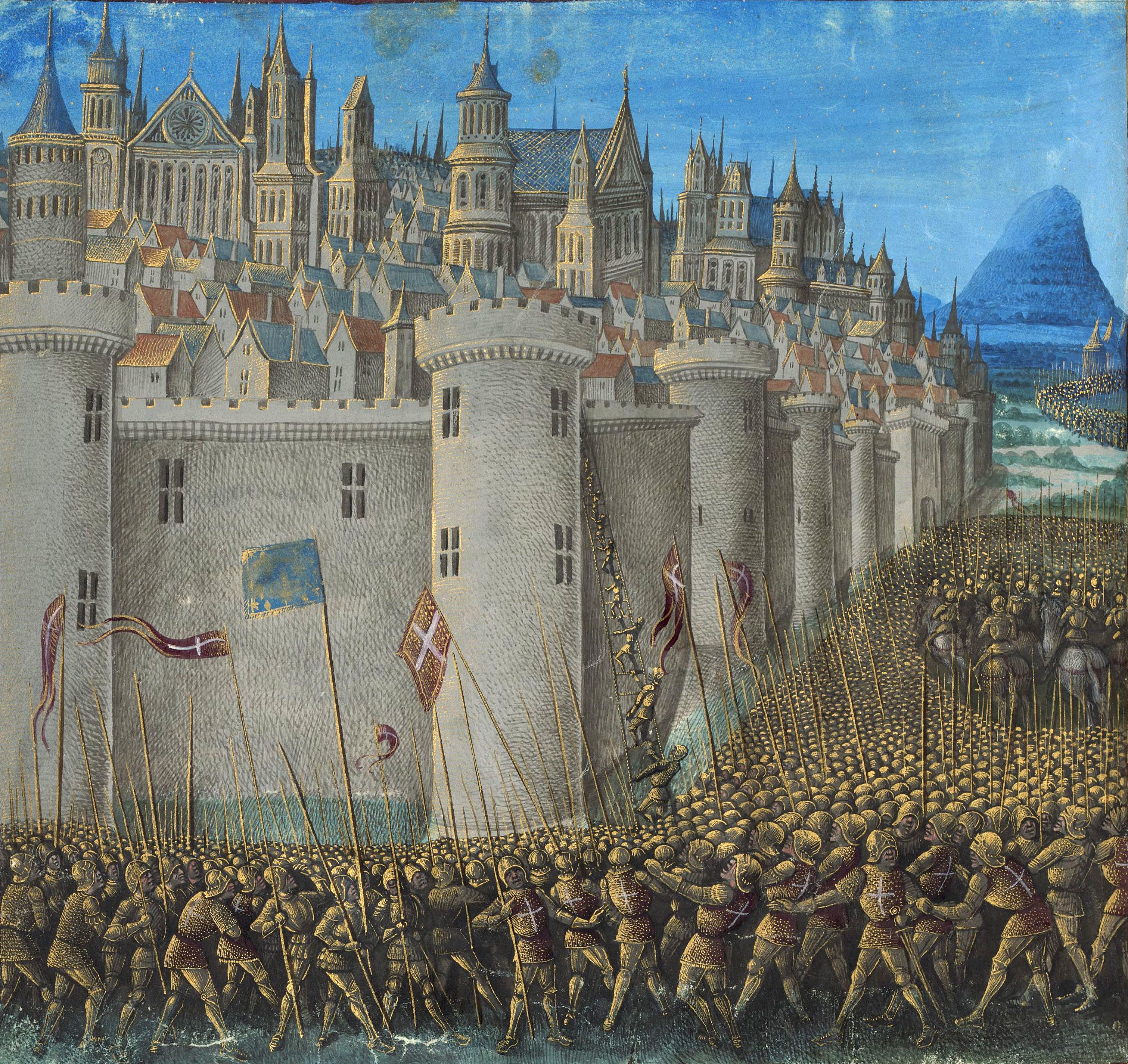
Oblężenie Antiochii na miniaturze z końca XV wieku

- 455 – Wandalowie pod wodzą króla Genzeryka zdobyli Rzym, a następnie plądrowali go przez 14 dni.
- 575 – Benedykt I został papieżem.
- 1098 – I wyprawa krzyżowa: zakończył się pierwszy etap oblężenia Antiochii.
- 1129 – Odbył się ślub Melisandy z Jerozolimy z hrabią Andegawenii Fulkiem V, od 1131 roku współwładców Królestwa Jerozolimy.
- 1183 – Wojna Gempei w Japonii: zwycięstwo rodu Minamoto nad rodem Taira w bitwie na przełęczy Kurikara(inne języki).
- 1254 – Papież Innocenty IV promulgował bullę Cum super inquisitione, w której podzielił Włochy na osiem prowincji inkwizytorskich.
- 1297 – Wacław II został koronowany na króla Czech.
- 1420 – Na mocy postanowień traktatu pokojowego z Troyes król Anglii Henryk V Lancaster poślubił Katarzynę de Valois, córkę króla Francji Karola VI Szalonego.
- 1537 – Papież Paweł III w bulli Sublimis Deus uznał Indian za byty racjonalne, wolne i jako takie zdolne do przyjęcia chrześcijaństwa.
- 1667 – Rozpoczęło się konklawe, które na następcę Aleksandra VII wybrało Klemensa IX.
- 1676 – Wojna Francji z koalicją hiszpańsko-austriacko-lotaryńską: zwycięstwo floty francuskiej w bitwie pod Palermo.
- 1697 – August II Mocny przeszedł w Wiedniu na katolicyzm.
- 1751 – Papież Benedykt XIV ogłosił encyklikę Magno cum animi(inne języki), zakazującą sprawowania mszy w miejscach niezaaprobowanych przez ordynariusza.
- 1780 – Rozruchy Gordona: protestujący przeciwko przyznaniu przywilejów dla katolików tłum 40-60 tys. demonstrantów próbował bez skutku wtargnąć do gmachu Izby Gmin w Londynie.
- 1793 – Rewolucja francuska: aresztowano 22 przywódców żyrondystów.
- 1802 – Założono miasto Lobos w Argentynie.
- 1807 – Wojna rosyjsko-turecka: zwycięstwo wojsk rosyjskich w bitwie pod Obilesti(inne języki).
- 1840 – Po uznaniu na arenienie międzynarodowej Luksemburga jako samodzielnego państwa utworzony został na jego terytorium wikariat apostolski.
- 1845 – Została odkryta kometa C/1845 L1 (Wielka Kometa Czerwcowa).
- 1847 – Podczas ślubu w kościele św. Piotra w angielskim Tiverton wykonano po raz pierwszy Marsz weselny Feliksa Mendelssohna-Barholdy’ego.
- 1848 – W Pradze rozpoczęły się obrady Kongresu Słowiańskiego.
- 1856 – Edward Stafford został premierem Nowej Zelandii.
- 1858 – Została odkryta Kometa Donatiego.
- 1863 – W Mińsku został rozstrzelany za agitację powstańczą polski żołnierz w służbie rosyjskiej Michał Ciundziewicki.
- 1866 – Fenianie pokonali wojska brytyjskie w bitwie pod Ridgeway w Ontario.
- 1886 – W Białym Domu odbył się ślub prezydenta USA Grovera Clevelanda z Frances Folsom.
- 1897:
  - Guglielmo Marconi uzyskał patent na radio.
  - Mark Twain w odpowiedzi na pogłoski o swojej śmierci opublikował na łamach „New York Journal(inne języki)” sprostowanie: „Wiadomości o mojej śmierci są przesadzone”, które stało się słynnym powiedzeniem.
- 1900 – Założono niemiecki klub piłkarski 1. FC Kaiserslautern.
- 1901:
  - Tarō Katsura został premierem Japonii.
  - W Nowym Jorku aresztowano Benjamina Adamsa za granie w golfa w niedzielę.
- 1903 – W Kopenhadze założono klub piłkarski Boldklubben 1903.
- 1906 – W Cesarstwie Austrii utworzono rząd Maxa Vladimira Becka.
- 1907 – Madziaryzacja: Sejm węgierski uchwalił tzw. Lex Apponyi, w myśl którego język węgierski stał się wykładowym na obszarze Krajów Korony Świętego Stefana.
- 1909 – W Australii utworzono czwarty gabinet Alfreda Deakina.
- 1910:
  - Brytyjczyk Charles Stewart Rolls przeleciał jako pierwszy samolotem nad kanałem La Manche w obie strony bez międzylądowania.
  - W mieście Salvador w Brazylii założono Uniwersytet Federalny stanu Bahia.
- 1915 – I wojna światowa: rozpoczęła się blokada wybrzeży Azji Mniejszej przez flotę brytyjską.
- 1916 – Premiera amerykańskiego niemego filmu Cywilizacja w reżyserii Reginalda Barkera(inne języki), Raymonda Westa(inne języki) i Thomasa Ince’a.
- 1917 – Brazylia wypowiedziała wojnę Niemcom.
- 1920:
  - Wojna polsko-bolszewicka: zwycięstwo wojsk polskich w bitwie pod Boryspolem koło Kijowa.
  - Zwłoki zmarłego dwa lata wcześniej w więzieniu w czeskim Terezinie Gavrilo Principa, zabójcy następcy tronu Austro-Węgier arcyksięcia Franciszka Ferdynanda i jego żony Zofii von Chotek, zostały ekshumowane i przewiezione do Królestwa Serbów, Chorwatów i Słoweńców.
- 1921 – Podczas sesji MKOl w Lozannie wybrano Paryż na organizatora VIII Letnich Igrzysk Olimpijskich w 1924 roku.
- 1922:
  - Aimo Cajander został premierem Finlandii.
  - Prezydent Republiki Chińskiej Xu Shichang został zmuszony do ustąpienia ze stanowiska. Tymczasowym prezydentem został Zhou Ziqi.
- 1924 – Prezydent Calvin Coolidge podpisał Indian Citizenship Act, przyznający obywatelstwo amerykańskie wszystkim Indianom urodzonym na terytorium USA.
- 1936 – Zakończyła się wojna włosko-abisyńska. Cesarz Haile Selassie I udał się na wygnanie do Wielkiej Brytanii.
- 1940 – Liniowiec pasażerski „Pasteur” wypłynął w swój dziewiczy rejs z Brestu do kanadyjskiego Halifaksu z ładunkiem 200 ton złota, o którego wywiezieniu zdecydowano wobec klęsk ponoszonych przez wojska francuskie w wojnie z Niemcami.
- 1941:
  - Bitwa o Atlantyk: na północny wschód od Irlandii został zatopiony bombami głębinowymi przez niszczyciel HMS „Wanderer”(inne języki) i korwetę HMS „Periwinkle”(inne języki) niemiecki okręt podwodny U-147 wraz z całą, 26-osobową załogą.
  - W dwudniowym pogromie ludności żydowskiej w Bagdadzie zginęło między 175 a 780 osób, a ok. 1000 zostało rannych.
  - W odwecie za opór stawiany przez miejscową ludność niemieckim spadochroniarzom podczas desantu na Kretę rozstrzelali oni kilkudziesięciu mężczyzn z wioski Kondomari(inne języki).
- 1942:
  - Trzech pierwszych radzieckich żołnierzy zostało odznaczonych Orderami Wojny Ojczyźnianej I klasy.
  - Wybuchł bunt w 53. Samodzielnym Kolejowym Batalionie Budowlanym na rosyjskim Dalekim Wschodzie.
- 1943 – W rosyjskiej Republice Komi Niemcy w ramach operacji „Desant na GUŁAG”, mającej doprowadzić do wybuchu antysowieckiego powstania na tyłach Armii Czerwonej, zrzucili pierwszą grupę 12 rosyjskich kolaborantów, która tydzień później została zlikwidowana przez NKWD. Po tym niepowodzeniu operacja została zarzucona.
- 1946 – Włosi opowiedzieli się w referendum za zniesieniem monarchii i ustanowieniem republiki.
- 1948 – I wojna izraelsko-arabska; zwycięstwo wojsk izraelskich w I bitwie o Negba.
- 1952 – Gheorghe Gheorghiu-Dej został premierem Rumunii.
- 1953 – Elżbieta II została koronowana na królową Wielkiej Brytanii i Irlandii Północnej.
- 1955 – Premier ZSRR Nikołaj Bułganin i przywódca Jugosławii Josip Broz Tito podpisali w Belgradzie deklarację przywracającą stosunki wzajemne, zamrożone od 1948 roku.
- 1961 – Brytyjski statek pasażerski SS „Canberra” wypłynął z Southampton w swój dziewiczy rejs do Sydney.
- 1962:
  - Radzieckie wojsko i siły bezpieczeństwa stłumiły powstanie robotników w Nowoczerkasku, wywołane drastyczna podwyżką cen żywności. Od kul dum-dum zginęło ok. 100 osób.
  - W Arabii Saudyjskiej zniesiono niewolnictwo.
  - W Puerto Cabello w Wenezueli wybuchła rebelia wojskowa (znana jako „El Porteñazo”) przeciwko rządom prezydenta Rómulo Betancourta, która została zdławiona do 6 czerwca kosztem 400 ofiar.
- 1965 – Wojna wietnamska: w Sajgonie wylądował pierwszy kontyngent wojsk australijskich.
- 1967 – Jedna osoba zginęła, a 60 zostało rannych w wyniku starć lewicowej młodzieży z policją w trakcie demonstracji przeciwko wizycie szacha Iranu Rezy Pahlawiego w Berlinie Zachodnim.
- 1971 – Pimen został wybrany na patriarchę Moskwy i Wszechrusi.
- 1973:
  - W Amsterdamie otwarto Muzeum Vincenta van Gogha.
  - W Teheranie członek Organizacji Bojowników Ludowych Iranu zastrzelił amerykańskiego oficera Lewisa L. Hawkinsa(inne języki).
- 1974 – Jigme Singye Wangchuck został koronowany na króla Bhutanu.
- 1976 – ZSRR i Filipiny nawiązały stosunki dyplomatyczne.
- 1983 – W katastrofie lotu Air Canada 797 na lotnisku Cincinnati-Northern Kentucky zginęły 23 osoby, a pozostałe 23 zostały ranne.
- 1985 – Z okazji 1100. rocznicy dzieła ewangelizacji św. Cyryla i Metodego papież Jan Paweł II wydał encyklikę Slavorum apostoli.
- 1986 – W swym pierwszym meczu grupowym na Mundialu w Meksyku Polska zremisowała bezbramkowo z Marokiem.
- 1987 – Alan Greenspan został nominowany przez prezydenta USA Ronalda Reagana na szefa amerykańskiej Rezerwy Federalnej.
- 1989 – Premiera filmu Stowarzyszenie Umarłych Poetów w reżyserii Petera Weira.
- 1990 – 18 osób zostało rannych w wyniku wybuchu bomby podłożonej przez nieznanego sprawcę na pomniku Jana Husa na Rynku Staromiejskim w Pradze.
- 1991 – W Niemczech uruchomiono kolej dużych prędkości – Intercity-Express.
- 1992 – Duńczycy odrzucili w referendum Traktat z Maastricht.
- 1994 – 29 osób zginęło w katastrofie wojskowego śmigłowca w Szkocji.
- 1995 – Serbska obrona przeciwlotnicza zestrzeliła nad Bośnią amerykański samolot F-16. Pilot Scott O’Grady katapultował się i zanim został ewakuowany spędził 6 dni na terytorium wroga.
- 2001 – Otwarto stadion piłkarski A. Le Coq Arena w Tallinnie.
- 2004 – Hari Kostow został premierem Macedonii.
- 2007 – W Rostocku w Niemczech 80 tys. alterglobalistów demonstrowało przeciwko szczytowi G8. Doszło do gwałtownych starć z policją.
- 2010 – 52-letni taksówkarz Derrick Bird, podczas jazdy swym wozem przez angielskie hrabstwo Kumbria zastrzelił 12 osób, zranił 11, po czym popełnił samobójstwo.
- 2011 – Andris Bērziņš został wybrany przez Sejm na urząd prezydenta Łotwy.
- 2012 – Były prezydent Egiptu Husni Mubarak został skazany nieprawomocnie na karę dożywotniego pozbawienia wolności za współudział w zamordowaniu kilkuset demonstrantów.
- 2014:
  - Bojówkarze z islamistycznej organizacji Boko Haram zamordowali co najmniej 200 cywilów w lokalnym obszarze administracyjnym Gwoza w stanie Borno we wschodniej Nigerii.
  - W Indiach z 10 dystryktów oddzielonych ze stanu Andhra Pradesh utworzono stan Telangana.
- 2016 – 9 amerykańskich żołnierzy utonęło po tym, gdy transporter opancerzony, którym jechali przewrócił się w wezbranym potoku na terenie bazy Fort Hood w Teksasie.
- 2018 – Pedro Sánchez został premierem Hiszpanii.
- 2021 – Jicchak Herzog został wybrany przez Kneset na urząd prezydenta Izraela.
- 2023 – W katastrofie kolejowej w stanie Orisa w Indiach zginęło 296 osób, a co najmniej 1200 zostało rannych.
- 2024 – Claudia Sheinbaum wygrała wybory prezydenckie w Meksyku.

## Eksploracja kosmosu
- 1966 – Amerykańska sonda Surveyor 1 wylądowała na Księżycu, stając się pierwszym amerykańskim statkiem kosmicznym, który wylądował na innym ciele niebieskim.
- 1974 – Radziecka sonda Łuna 22 weszła na orbitę okołoksiężycową.
- 1983 – W kierunku Wenus została wystrzelona radziecka sonda Wenera 15.
- 1998 – Rozpoczęła się misja STS-91 wahadłowca Discovery.
- 2003 – Z kosmodromu Bajkonur w Kazachstanie wystrzelono sondę Mars Express.

## Urodzili się
- 1202 – Małgorzata II, hrabina Flandrii i Hainaut (zm. 1280)
- 1423 – Ferdynand I, król Neapolu (zm. 1494)
- 1488 – (lub 28 marca) Henricus Glareanus, szwajcarski humanista, historyk, poeta, muzyk (zm. 1563)
- 1535 – Leon XI, papież (zm. 1605)
- 1565 – Francisco Ribalta, hiszpański malarz (zm. 1628)
- 1621 – (data chrztu) Isaac van Ostade, holenderski malarz, grafik (zm. 1649)
- 1658 – Pier Marcellino Corradini, włoski kardynał (zm. 1743)
- 1693 – Cristóbal Gregorio Portocarrero Osorio Villalpando y Guzmán, hiszpański arystokrata, dyplomata (zm. 1763)
- 1700 – Hendrik Soermans, holenderski patrycjusz, dyplomata, kupiec i armator gdański (zm. 1775)
- 1719 – Michel-Jean Sedaine, francuski dramatopisarz (zm. 1797)
- 1731 – Martha Washington, amerykańska pierwsza dama (zm. 1802)
- 1740 – Donatien Alphonse François de Sade, francuski pisarz (zm. 1814)
- 1743 – (lub 8 czerwca) Alessandro di Cagliostro, włoski awanturnik, okultysta, alchemik (zm. 1795)
- 1747 – Christian Heinrich Groskurd, niemiecki pedagog, pisarz (zm. 1806)
- 1751 – Antoni Weinert, polski flecista, kompozytor pochodzenia czeskiego (zm. 1850)
- 1756 – Jan Wański, polski skrzypek, kompozytor (zm. ok. 1830)
- 1762 – Antoni Magier, polski meteorolog, pamiętnikarz (zm. 1837)
- 1767 – Gaetano Maria Trigona e Parisi, włoski kardynał (zm. 1837)
- 1787 – Nils Gabriel Sefström, szwedzki chemik (zm. 1845)
- 1788 – Franciszek Stanisław Potocki, polski urzędnik, polityk, kolekcjoner (zm. 1853)
- 1798 – William Branwhite Clarke, brytyjsko-australijski duchowny anglikański, geolog, pedagog, publicysta (zm. 1878)
- 1815 – Philip Kearny, amerykański generał major (zm. 1862)
- 1816 – Edward Feliks Ostrowski, polski weterynarz, podróżnik (zm. 1859)
- 1819 – Alojzy Alth, polski geolog, mineralog (zm. 1886)
- 1821 – Ion Brătianu, rumuński polityk, premier Rumunii (zm. 1891)
- 1828 – Stanislao Bechi, włoski wojskowy, uczestnik powstania styczniowego (zm. 1863)
- 1835 – Pius X, papież, święty (zm. 1914)
- 1838 – Aleksandra Oldenburg Romanowa, rosyjska wielka księżna (zm. 1900)
- 1840:
  - Thomas Hardy, brytyjski pisarz (zm. 1928)
  - Émile Munier, francuski malarz (zm. 1895)
  - Stanisław August Dominik Żurowski, polski szlachcic, ziemianin, uczestnik powstania styczniowego (zm. 1906)
- 1841 – Federico Zandomeneghi, włoski malarz (zm. 1917)
- 1844 – Erazm Jerzmanowski, polski przemysłowiec, działacz społeczny (zm. 1909)
- 1849 – Paul Albert Besnard, francuski malarz (zm. 1934)
- 1850 – Edward Albert Sharpey-Schafer, brytyjski fizjolog, wykładowca akademicki (zm. 1935)
- 1851 – Sophus Tromholt, duński nauczyciel, badacz północy, astrofizyk-samouk, fotograf amator (zm. 1896)
- 1854:
  - Edmund Riedl, polski kupiec, polityk (zm. 1916)
  - Max Rubner, niemiecki fizjolog, wykładowca akademicki (zm. 1932)
- 1855:
  - Hermann Julius Kolbe, niemiecki entomolog, muzealnik (zm. 1939)
  - Archibald Berkeley Milne, brytyjski admirał (zm. 1938)
- 1856 – Paul von Jankó, węgierski pianista, inżynier, wynalazca (zm. 1919)
- 1857:
  - Edward Elgar, brytyjski kompozytor (zm. 1934)
  - Karl Gjellerup, duński pisarz, laureat Nagrody Nobla (zm. 1919)
- 1858:
  - Erazm Majewski, polski archeolog, biolog, socjolog, filozof, ekonomista, etnograf, pisarz (zm. 1922)
  - Ignacy Matuszewski, polski dziennikarz, krytyk literacki, ezoteryk (zm. 1919)
- 1860 – Gustav Killian, niemiecki laryngolog (zm. 1921)
- 1861:
  - Helen Taft, amerykańska pierwsza dama (zm. 1943)
  - Alfred Wróblewski, polski duchowny katolicki, infułat, prozaik, poeta, kompozytor (zm. 1943)
- 1862:
  - Arnold Berger, niemiecki historyk kultury, wykładowca akademicki (zm. 1948)
  - Julius Tafel, szwajcarski chemik, elektrochemik (zm. 1918)
- 1863 – Felix Weingartner, austriacki dyrygent, kompozytor (zm. 1942)
- 1864 – Wilhelm Souchon, niemiecki admirał (zm. 1946)
- 1865 – Hugo Clason, szwedzki żeglarz sportowy (zm. 1935)
- 1867 – William Goodenough, brytyjski admirał (zm. 1945)
- 1869 – Friedrich Wilhelm Foerster, niemiecki etyk, pedagog (zm. 1966)
- 1873 – Anna Eliza Williams, brytyjska superstulatka (zm. 1987)
- 1874 – E. Alyn Warren, amerykański aktor (zm. 1940)
- 1875:
  - Jan Kaźmierski, polski dyrygent chóralny, działacz ruchu śpiewaczego (zm. 1949)
  - Charles Stewart Mott, amerykański przedsiębiorca, filantrop, polityk (zm. 1973)
- 1876:
  - Hakon Børresen, duński kompozytor (zm. 1954)
  - Einar Lindboe, norweski biegacz narciarski, działacz sportowy (zm. 1953)
  - Embrik Strand(inne języki), norweski entomolog, arachnolog (zm. 1947)
  - Konstantin Trieniow, rosyjski prozaik, dramaturg, publicysta (zm. 1945)
- 1877 – Alexander Hugh Macmillan, amerykański działacz religijny, członek zarządu Towarzystwa Strażnica Świadków Jehowy (zm. 1966)
- 1878 – Wallace Hartley, brytyjski muzyk, dyrektor orkiestry na „Titanicu“ (zm. 1912)
- 1879:
  - Aleksander Kozikowski, polski biolog, pszczelarz, entomolog, pedagog (zm. 1956)
  - Mojżesz Szajniak, polski drukarz pochodzenia żydowskiego (zm. ?)
- 1880 – Parashqevi Qiriazi, albańska nauczycielka, feministka (zm. 1970)
- 1881:
  - Oskar Maretzky, niemiecki prawnik, polityk, burmistrz Berlina (zm. 1945)
  - Witold Rybczyński, polski fizyk, matematyk, wykładowca akademicki (zm. 1949)
- 1882 – Alessandro Serenelli, włoski morderca (zm. 1970)
- 1884 – Adolfo Meléndez, hiszpański działacz piłkarski (zm. 1968)
- 1887:
  - Gottlieb Hering, niemiecki funkcjonariusz nazistowski, zbrodniarz wojenny (zm. 1945)
  - Bedřich Homola, czeski generał (zm. 1943)
- 1889 – Erik Jan Hanussen, austriacki iluzjonista, mentalista pochodzenia żydowskiego (zm. 1933)
- 1892:
  - James Fitzpatrick, amerykański rugbysta (zm. 1973)
  - Theodore B. Werner, amerykański polityk (zm. 1989)
- 1893 – Erkki Raappana, fiński generał (zm. 1962)
- 1894 – Jean Gachet, francuski bokser (zm. 1968)
- 1896 – Fritiof Svensson, szwedzki zapaśnik (zm. 1961)
- 1897 – Paul Schmiedlin, szwajcarski piłkarz (zm. 1981)
- 1899 – Lotte Reiniger(inne języki), niemiecka reżyserka filmów animowanych (zm. 1981)
- 1900:
  - Tadeusz Eugeniusz Łobos, polski architekt (zm. 1975)
  - Siergiej Wołkensztejn, radziecki generał major artylerii (zm. 1977)
- 1902:
  - Giuseppe Lepori, szwajcarski polityk (zm. 1968)
  - René Lunden, belgijski bobsleista, wojskowy (zm. 1942)
  - Antoni Trzeszczkowski, polski malarz (zm. 1977)
- 1903 – Max Aub(inne języki), hiszpański pisarz (zm. 1972)
- 1904:
  - Ai Wu, chiński pisarz (zm. 1992)
  - Nikołaj Czukowski, rosyjski pisarz, tłumacz (zm. 1965)
  - František Plánička, czeski piłkarz, bramkarz (zm. 1996)
  - Roger Plaxton, kanadyjski hokeista (zm. 1963)
  - Johnny Weissmuller, amerykański pływak, aktor pochodzenia niemieckiego (zm. 1984)
- 1905 – Leonid Kwasnikow, radziecki pułkownik, funkcjonariusz służb specjalnych (zm. 1993)
- 1907:
  - Timofiej Achazow, radziecki polityk (zm. 1979)
  - Wanda Boniszewska, polska zakonnica, mistyczka chrześcijańska, stygmatyczka, Służebnica Boża (zm. 2003)
  - Teddy Yip, holenderski przedsiębiorca (zm. 2003)
- 1908:
  - Marcel Langiller, francuski piłkarz (zm. 1980)
  - Michael Staksrud, norweski łyżwiarz szybki (zm. 1940)
- 1910:
  - Florence Bell, kanadyjska lekkoatletka, sprinterka (zm. 1998)
  - Hildegarda Bigocka, polska harcerka, kurierka AK (zm. 1943)
  - Hector Dyer, amerykański lekkoatleta, sprinter (zm. 1990)
  - Jan Zieliński, polski ekonomista, nauczyciel, krajoznawca (zm. 1982)
- 1911:
  - Joe McCluskey, amerykański lekkoatleta, długodystansowiec (zm. 2002)
  - Adam Studziński, polski duchowny katolicki, dominikanin (zm. 2008)
- 1912:
  - Bobby Baird, brytyjski kierowca wyścigowy (zm. 1953)
  - Krystyna Sadowska, polsko-kanadyjska malarka, rzeźbiarka (zm. 1994)
- 1913:
  - Walter Andreas Schwarz, niemiecki piosenkarz, autor tekstów, kabareciarz (zm. 1992)
  - Joaquín Solano, meksykański jeździec sportowy (zm. 2003)
  - Jan Świderski, polski malarz (zm. 2004)
- 1914:
  - Tadeusz Nowak, polski porucznik pilot (zm. 1941)
  - Teodora Żukowska, polska urzędniczka, agentka kontrwywiadu AK (zm. 1993)
- 1915:
  - Lester del Rey, amerykański autor, wydawca i krytyk literatury science fiction (zm. 1993)
  - Olga Sławska-Lipczyńska, polska tancerka, choreografka, pedagog (zm. 1991)
- 1916 – Józef Czachowski, polski porucznik pilot (zm. 1941)
- 1917 – Adam Werka, polski malarz, grafik, marynista (zm. 2000)
- 1918 – Władysław Ogrodziński, polski prozaik, eseista, reportażysta (zm. 2012)
- 1919 – Stanisław Silkiewicz, polski kapitan, uczestnik powstania warszawskiego (zm. 1944)
- 1920:
  - Don Branson, amerykański kierowca wyścigowy (zm. 1966)
  - Gino Cappello, włoski piłkarz (zm. 1990)
  - Marcel Reich-Ranicki, polsko-niemiecki krytyk literacki, wykładowca akademicki, funkcjonariusz komunistyczny pochodzenia żydowskiego (zm. 2013)
- 1921:
  - Betty Freeman, amerykańska filantropka, fotografka (zm. 2009)
  - Ferenc Karinthy, węgierski pisarz, reportażysta (zm. 1992)
- 1922:
  - Clair Patterson, amerykański geochemik (zm. 1995)
  - Charlie Sifford, amerykański golfista (zm. 2015)
  - Carmen Silvera, brytyjska aktorka, tancerka pochodzenia kanadyjskiego (zm. 2002)
  - David Kenyon Webster, amerykański pisarz, dziennikarz, żołnierz (zm. 1961)
- 1923:
  - Kazimierz Dźwig, polski malarz emigracyjny (zm. 1994)
  - Ivan Plintovič, słowacki literaturoznawca, wykładowca akademicki (zm. 1997)
  - Lloyd Shapley, amerykański matematyk, wykładowca akademicki, laureat Nagrody Banku Szwecji im. Alfreda Nobla w dziedzinie ekonomii (zm. 2016)
- 1924:
  - Zolman Cohen, amerykański puzonista jazzowy (zm. 2004)
  - Pat Evison, nowozelandzka aktorka (zm. 2010)
  - Al Ruscio, amerykański aktor (zm. 2013)
- 1925:
  - Michaił Dokuczajew, radziecki generał-major KGB (zm. 2003)
  - Lidia Prajer-Janczewska, polska chemik, wykładowczyni akademicka (zm. 1993)
  - Edwin Rozenkranz, polski prawnik, historyk prawa, wykładowca akademicki (zm. 1992)
- 1926:
  - Raul Hilberg, amerykański historyk pochodzenia żydowskiego (zm. 2007)
  - Milo O’Shea, irlandzki aktor (zm. 2013)
- 1927:
  - Drita Agolli, albańska aktorka, reżyserka teatralna (zm. 2017)
  - Bronisław Kortus, polski geograf (zm. 2020)
  - Antoni Kukliński, polski ekonomista (zm. 2015)
- 1928 – Tadeusz Wasek, polski inżynier, polityk, prezydent Żyrardowa (zm. 1985)
- 1929:
  - Frédéric Devreese, belgijski dyrygent, kompozytor muzyki filmowej (zm. 2020)
  - Towa Ilan, izraelska polityk (zm. 2019)
  - Norton Juster, amerykański architekt, pisarz (zm. 2021)
  - Ken McGregor, australijski tenisista (zm. 2007)
  - Walter Schuster, austriacki narciarz alpejski (zm. 2018)
  - Juan Evangelista Venegas, portorykański bokser (zm. 1987)
- 1930:
  - Charles Conrad, amerykański komandor pilot, astronauta (zm. 1999)
  - Alfredo Diana, włoski agronom, polityk, minister rolnictwa, eurodeputowany (zm. 2025)
  - Vic Firth, amerykański przedsiębiorca, producent pałek perkusyjnych (zm. 2015)
  - Janusz Maciejewski, polski filolog, krytyk literacki (zm. 2011)
- 1931:
  - Wiktor Cariow, rosyjski piłkarz, trener (zm. 2017)
  - Gianni Meccia, włoski piosenkarz, kompozytor, autor tekstów, producent muzyczny (zm. 2024)
  - Andrzej Olszewski, polski chirurg, polityk, poseł na Sejm RP (zm. 2021)
  - Henryk Zalewski, polski ekonomista (zm. 2011)
- 1932:
  - Bedros Kirkorow, bułgarski piosenkarz (zm. 2025)
  - Bruno S., niemiecki aktor, muzyk (zm. 2010)
  - Bogdan Walewski, polski dyplomata, szpieg amerykański (zm. przed 2018)
- 1933:
  - Mihály Huszka, węgierski sztangista (zm. 2022)
  - Rostisław Wargaszkin, rosyjski kolarz torowy
- 1934:
  - Karl-Heinz Feldkamp, niemiecki piłkarz, trener
  - Gertruda Orlacz, polska polityk, poseł na Sejm PRL (zm. 2008)
- 1935:
  - Lucjan Olszewski, polski dziennikarz i działacz sportowy (zm. 2020)
  - Anthony Powell, brytyjski kostiumograf filmowy i teatralny (zm. 2021)
  - Bohdan Rymaszewski, polski architekt, historyk (zm. 2016)
  - Piotr Sembrat, polski architekt (zm. 2011)
  - Carol Shields, amerykańska pisarka, poetka (zm. 2003)
- 1936:
  - Wołodymyr Hołubnyczy, ukraiński lekkoatleta, chodziarz (zm. 2021)
  - Alicja Kargulowa, polska pedagog, profesor nauk humanistycznych
- 1937:
  - Blanka Danilewicz, polska dziennikarka, reporterka telewizyjna (zm. 2021)
  - Rosalyn Higgins, brytyjska prawnik, sędzia Międzynarodowego Trybunału Sprawiedliwości
  - Sally Kellerman, amerykańska aktorka, piosenkarka, producentka filmowa (zm. 2022)
- 1938:
  - Crandell Addington, amerykański przedsiębiorca, pokerzysta (zm. 2024)
  - Dezyderia Bernadotte, szwedzka księżniczka
  - Clifton Cushman, amerykański lekkoatleta, płotkarz, pilot wojskowy (zm. 1966)
  - Janusz Degler, polski językoznawca
  - Ron Ely, amerykański aktor (zm. 2024)
  - Carlos Garaikoetxea, baskijski adwokat, polityk
  - Anatolij Złenko, ukraiński dyplomata, polityk, minister spraw zagranicznych (zm. 2021)
- 1939 – Waldemar Dutkiewicz, polski profesor nauk o kulturze fizycznej (zm. 2007)
- 1940:
  - István Csom, węgierski szachista, trener (zm. 2021)
  - Konstantyn II, król Grecji, żeglarz sportowy (zm. 2023)
  - Jurij Pszenicznikow, rosyjski piłkarz, bramkarz, trener (zm. 2019)
- 1941:
  - Waldemar Bohdanowicz, polski geograf, samorządowiec, prezydent Łodzi
  - Alain Cayzac, francuski przedsiębiorca, działacz piłkarski
  - Dinko Dermendżiew, bułgarski piłkarz, trener (zm. 2019)
  - Stacy Keach, amerykański aktor, reżyser, scenarzysta i producent filmowy
  - Hernando de Soto, peruwiański ekonomista, wykładowca akademicki
  - Charlie Watts, brytyjski perkusista, członek zespołu The Rolling Stones (zm. 2021)
- 1942:
  - Tony Buzan, brytyjski psycholog, pisarz (zm. 2019)
  - Jerzy Cisowski, polski konstruktor szybowcowy
  - Kim Shin-jo, północnokoreański wojskowy, oficer sił specjalnych, duchowny protestancki, pastor (zm. 2025)
  - Eduard Małofiejew, białoruski piłkarz, trener
  - Jacek Pałkiewicz, polski dziennikarz, reporter, podróżnik
- 1943:
  - José Miguel Insulza, chilijski polityk
  - Adam Łukomski, polski prawnik, polityk, poseł na Sejm RP (zm. 2011)
  - Helena Możejko, polska pielęgniarka, polityk, poseł na Sejm PRL
  - Crescenzio Sepe, włoski duchowny katolicki, arcybiskup Neapolu, kardynał
- 1944 – Peter Morrison, brytyjski arystokrata, polityk (zm. 1995)
- 1945:
  - Rita Borsellino, włoska polityk, działaczka antymafijna, eurodeputowana (zm. 2018)
  - Georges Lech, francuski piłkarz
  - Richard Long, brytyjski rzeźbiarz, malarz, fotograf
  - Wojciech Matusiak, polski kolarz torowy i szosowy
  - Pranas Piaulokas, litewski aktor
- 1946:
  - Lasse Hallström, szwedzki reżyser filmowy i telewizyjny
  - Bogdan Krysiewicz, polski polityk, poseł na Sejm RP (zm. 2022)
  - Inga Nielsen, duńska śpiewaczka operowa (sopran) (zm. 2008)
  - Tomomichi Nishimura, japoński aktor głosowy
  - Jan Skrobisz, polski polityk, poseł na Sejm RP
  - Peter Sutcliffe, brytyjski seryjny morderca (zm. 2020)
- 1947:
  - Sandy Chick, zimbabwejska hokeistka na trawie
  - Zdzisław Markowski, polski generał brygady, prawnik
  - Tommy McLean, szkocki piłkarz, trener
  - František Mikloško, słowacki polityk
  - Sonia Robertson, zimbabwejska hokeistka na trawie
- 1948:
  - Pentti Arajärvi, fiński prawnik, polityk
  - Giovanni Angelo Becciu, włoski kardynał, nuncjusz apostolski
  - Tichon (Jemieljanow), rosyjski biskup prawosławny
  - Anjan Srivastav, indyjski aktor
- 1949:
  - Masao Arai, japoński zapaśnik (zm. 2024)
  - Jerzy Bogajewicz, polski aktor, reżyser, scenarzysta i producent filmowy
  - Szymon Kawalla, polski kompozytor, dyrygent, pedagog
  - Wiesława Martyka, polska saneczkarka
  - Neil Shicoff, amerykański śpiewak operowy
  - John Vines, amerykański generał porucznik
- 1950:
  - Roberto González Nieves, amerykański duchowny katolicki, arcybiskup San Juan pochodzenia portorykańskiego
  - Krzysztof Lang, polski reżyser i scenarzysta filmowy
  - Lee Wan-koo, południowokoreański prawnik, prokurator, polityk, premier Korei Południowej (zm. 2021)
  - Momčilo Vukotić, serbski piłkarz, trener (zm. 2021)
- 1951:
  - Gilbert Baker, amerykański grafik, działacz na rzecz LGBT (zm. 2017)
  - Antonio Benítez Fernández, hiszpański piłkarz (zm. 2014)
  - Zygmunt Duczyński, polski reżyser teatralny (zm. 2006)
  - Henryk Miśkiewicz, polski saksofonista altowy
  - Arnold Mühren, holenderski piłkarz
- 1952:
  - Atanas Aleksandrow, bułgarski piłkarz (zm. 2004)
  - Gary Bettman, amerykański prawnik, działacz sportowy
  - Jean-Pierre Fabre, togijski polityk
- 1953:
  - Stanisław Baj, polski malarz
  - Wołodymyr Barna, ukraiński dziennikarz, poeta, działacz społeczny
- 1954:
  - Richard Allen Davis, amerykański morderca
  - Allen Emerson, amerykański informatyk (zm. 2024)
  - Dennis Haysbert, amerykański aktor
  - Zdeněk Šreiner, czeski piłkarz (zm. 2017)
  - Jeannine Taylor, amerykańska aktorka
- 1955:
  - Dana Carvey, amerykański aktor, komik
  - Aleksandr Pierow, rosyjski kolarz torowy
  - Aleksandr Zawjałow, rosyjski biegacz narciarski
- 1956:
  - Alex Chola, zambijski piłkarz, trener pochodzenia kongijskiego (zm. 1993)
  - Warsonofiusz (Doroszkiewicz), polski biskup prawosławny
  - Krzysztof Habura, polski samorządowiec, polityk, poseł na Sejm RP
  - Ernesto Labarthe, peruwiański piłkarz
  - Jan Lammers, holenderski kierowca wyścigowy
  - Lech Łasko, polski siatkarz, trener
  - Mark Polansky, amerykański inżynier, pilot wojskowy, astronauta
  - Mani Ratnam, indyjski pisarz, reżyser i producent filmowy
  - Jolanta Szuba, polska lekkoatletka, wieloboistka
- 1957:
  - Mark Lawrenson, irlandzki piłkarz
  - Valeria Răcilă, rumuńska wioślarka
  - Roberto Visentini, włoski kolarz szosowy
- 1958:
  - Gosia Dobrowolska, australijska aktorka pochodzenia polskiego
  - Ryszard Mićko, polski polityk, wicewojewoda zachodniopomorski
  - Terry Moore, kanadyjski piłkarz
  - Margaret Ogola, kenijska lekarka, pisarka (zm. 2011)
  - Krzysztof Polkowski, polski malarz, rysownik, pedagog
  - Jo Vandeurzen, belgijski i flamandzki polityk
- 1959:
  - Conradin Cathomen, szwajcarski narciarz alpejski
  - Lydia Lunch, amerykańska wokalistka, poetka, pisarka, aktorka
  - Erwin Olaf, holenderski fotografik (zm. 2023)
- 1960:
  - Olga Bondarienko, rosyjska lekkoatletka, biegaczka długodystansowa
  - Phil Collins, angielski żużlowiec
  - Bernhard Lloyd, niemiecki kompozytor, klawiszowiec, członek zespołu Alphaville
  - Ivan Mikloš, słowacki ekonomista, polityk
  - Bettina Schmidt, niemiecka saneczkarka
  - Vera Smole, słoweńska językoznawczyni
- 1961:
  - Jude Arogundade, nigeryjski duchowny katolicki, biskup Ondo
  - Dez Cadena, amerykański gitarzysta, wokalista, członek zespołów: Black Flag, The Gentleman i The Misfits
  - Anna Chełmońska-Soyta, polska profesor nauk weterynaryjnych
  - Liam Cunningham, irlandzki aktor
  - Jan Jankowski, polski aktor, reżyser
  - Mark Plaatjes, południowoafrykański lekkoatleta, maratończyk
  - Kerry-Anne Saxby-Junna, australijska lekkoatletka, chodziarka
  - Maciej Sobczak, polski skrzypek, pedagog
  - Sławomir Witkowski, polski malarz, grafik, pedagog
- 1962:
  - José Maria Florêncio, polski dyrygent, altowiolista, kompozytor pochodzenia brazylijskiego
  - Peter J. Lucas, amerykański aktor pochodzenia polskiego
  - Predrag Matić, chorwacki wojskowy, polityk, minister ds. weteranów, eurodeputowany (zm. 2024)
- 1963:
  - Bernard Cazeneuve, francuski prawnik, polityk
  - Anna Kosek, polska siatkarka
  - Mike J. Rogers, amerykański polityk
  - Reiner Trik, niemiecki zapaśnik
  - Ion Marcel Vela, rumuński samorządowiec, polityk
- 1964:
  - Caroline Link, niemiecka reżyserka i scenarzystka filmowa
  - Ewa Ornacka, polska pisarka, publicystka
  - Agnès Thill, francuska polityk
- 1965:
  - Lucy Anderson, brytyjska działaczka samorządowa, polityk, eurodeputowana
  - Franjo Arapović, chorwacki koszykarz
  - David Campbell, północnoirlandzki piłkarz
  - Jens-Peter Herold, niemiecki lekkoatleta, średniodystansowiec
  - Sabine Laruelle, belgijska i walońska inżynier rolnictwa, polityk
  - Sławomir Mizerkiewicz, polski gitarzysta
  - Marcellin-Marie Ndabnyemb, kameruński duchowny katolicki, biskup Batouri
  - Stephen Parkes, amerykański duchowny katolicki, biskup Savannah
  - Ołeh Sawkin, ukraiński aktor, prezenter pogody
  - Sean Stewart, amerykańsko-kanadyjski pisarz science-fiction i fantasy
  - Mark Waugh, australijski krykiecista
  - Steve Waugh, australijski krykiecista
- 1966:
  - Marek Gajczak, polski operator, montażysta, scenarzysta i reżyser filmowy
  - Waldemar Kawka, polski trener siatkarski
  - Catherine King, australijska polityk
  - Petra van Kleef, holenderska pływaczka
- 1967:
  - Kenny Atkinson, amerykański koszykarz, trener
  - Mugur Mihăescu, rumuński aktor, komik, scenarzysta filmowy i telewizyjny
  - Remigija Nazarovienė, litewska lekkoatletka, wieloboistka
  - Chalim Sadułajew, czeczeński polityk (zm. 2006)
- 1968:
  - Radu Afrim, rumuński reżyser teatralny
  - Flemming Andersen, duński rysownik, twórca komiksów
  - Anne Briand, francuska biathlonistka
  - Tałant Dujszebajew, hiszpański piłkarz ręczny, trener pochodzenia kirgiskiego
  - Navid Negahban, irańsko-amerykański aktor
- 1969:
  - Túlio Maravilha, brazylijski piłkarz
  - Alexander Leipold, niemiecki zapaśnik
  - Paulo Sérgio, brazylijski piłkarz
  - David Wheaton, amerykański tenisista
- 1970:
  - Natasha Aguilar, kostarykańska pływaczka (zm. 2016)
  - B-Real, amerykański raper
  - Georgi Donkow, bułgarski piłkarz
  - Daniel Kozakiewicz, polski aktor, fotografik, dziennikarz, podróżnik
  - Björn Lilius, szwedzki piłkarz
  - Peja Lindholm, szwedzki curler
  - Eric Riley, amerykański koszykarz
  - Elen Szakirowa, rosyjska koszykarka pochodzenia ormiańskiego
- 1971:
  - Michael Andrew Gielen, nowozelandzki duchowny katolicki, biskup pomocniczy Auckland
  - Jörgen Moberg, szwedzki piłkarz
  - Anthony Montgomery, amerykański aktor
  - Wałentyn Ołecki, ukraiński hokeista
  - Rustam Szaripow, ukraiński gimnastyk
  - Bagawdin Umachanow, rosyjski zapaśnik
- 1972:
  - Wayne Brady, amerykański satyryk, piosenkarz, osobowość telewizyjna
  - Tigran Jesajan, ormiański piłkarz, trener
  - Kaciaryna Karsten, białoruska wioślarka
  - Stanisław Kluza, polski ekonomista, polityk, minister finansów
  - Paweł Majka, polski dziennikarz, pisarz science fiction
  - Wentworth Miller, amerykański aktor
  - Samson Poʻuha, tongański bokser
- 1973:
  - Kevin Feige, amerykański producent filmowy
  - Štefan Fernyák, słowacki zapaśnik
  - Pawło Ihnatenko, ukraiński polityk
  - Marko Kristal, estoński piłkarz, trener
  - Andrzej Skrzypacz, polski ekonomista
  - Danijel Štefulj, chorwacki piłkarz
- 1974:
  - Bohdan Bondarew, ukraiński kolarz szosowy
  - Ronaldo Guiaro, brazylijski piłkarz
  - Gata Kamski, amerykański szachista
  - Rusłan Mostowy, ukraiński piłkarz, trener (zm. 2021)
  - Siergiej Pogoriełow, rosyjski piłkarz ręczny (zm. 2019)
  - Karolina Rosińska, polska aktorka
  - Matt Serra, amerykański zawodnik MMA pochodzenia włoskiego
  - Yasunori Watanabe, japoński rugbysta
  - Izabela Zubko, polska poetka
- 1975:
  - Lisandro Alonso, argentyński reżyser i scenarzysta filmowy
  - Cătălina Cristea, rumuńska tenisistka
  - Zia McCabe(inne języki), amerykańska basistka, członkini zespołu The Dandy Warhols
  - Jill Officer, kanadyjska curlerka
- 1976:
  - Earl Boykins, amerykański koszykarz
  - Martin Čech, czeski hokeista (zm. 2007)
  - Anita Kulcsár, węgierska piłkarka ręczna (zm. 2005)
  - Radosław Ładczuk, polski operator filmowy
  - Gabriela Navrátilová, czeska tenisistka
  - Antônio Rodrigo Nogueira, brazylijski zawodnik sportów walki
  - Tim Rice-Oxley, brytyjski pianista, basista, kompozytor, członek zespołu Keane
  - Masenate Mohato Seeiso, królowa Lesotho
  - Māris Smirnovs, łotewski piłkarz
  - Bulcsú Székely, węgierski piłkarz wodny
  - Dariusz Zabawa, polski hokeista
- 1977:
  - Teet Allas, estoński piłkarz
  - Mike Apple, amerykański piłkarz
  - Kinga Jurek, polska judoczka
  - Judith Kirton-Darling, brytyjska działaczka związkowa, polityk
  - Mirosław Łopatka, polski koszykarz
  - Zachary Quinto, amerykański aktor, reżyser i producent telewizyjny
  - Szymon Sędrowski, polski aktor
  - Katarzyna Stankiewicz, polska piosenkarka, autorka tekstów
  - AJ Styles, amerykański wrestler
- 1978:
  - Nicolas Bal, francuski kombinator norweski
  - Scott Beaumont, brytyjski kolarz górski i BMX
  - Taj Burrow, australijski surfer
  - Dominic Cooper, brytyjski aktor
  - Nikki Cox, amerykańska aktorka
  - Rafał Dębiński, polski piłkarz, dziennikarz i komentator sportowy
  - Radosław Domagalski-Łabędzki, polski prawnik, urzędnik państwowy
  - Justin Long, amerykański aktor pochodzenia polskiego
  - Robert Petrow, macedoński piłkarz
  - Sławomir Szczygieł, polski siatkarz, trener
  - Yi So-yeon, południowokoreańska biotechnolog, astronautka
- 1979:
  - Morena Baccarin, brazylijsko-amerykańska aktorka
  - Michał Borczuch, polski reżyser teatralny
  - Fernando Fernández, hiszpański piłkarz, trener
  - Andreas Ihle, niemiecki kajakarz
  - James Ransone, amerykański aktor
  - Natalia Rodríguez, hiszpańska lekkoatletka, biegaczka średniodystansowa
  - Ewa Sławińska-Dahlig, polska muzykolog
- 1980:
  - Caio Blat, brazylijski aktor
  - Aneta Figiel, polska piosenkarka
  - Aleksandra Jagieło, polska siatkarka
  - Nacissela Maurício, angolska koszykarka
  - Fabrizio Moretti, brazylijski perkusista, członek zespołu The Strokes
  - Ane Stangeland Horpestad, norweska piłkarka
  - Abby Wambach, amerykańska piłkarka
  - Tomasz Wróblewski, polski muzyk, wokalista, kompozytor, producent muzyczny, członek zespołu Vesania
- 1981:
  - Jens Brännlund, szwedzki skoczek narciarski
  - Nikołaj Dawydienko, rosyjski tenisista
  - Ewa Kucharska, polska lekkoatletka, biegaczka długodystansowa
  - Alex Mayer, brytyjska polityk, eurodeputowana
  - Velvet Sky, amerykańska wrestlerka pochodzenia polskiego
- 1982:
  - Jamal Alioui, marokański piłkarz
  - Piotr Kisłow, rosyjski aktor
  - Aleksandra Mikołajczyk, polska aktorka
  - Jewel Staite, kanadyjska aktorka
- 1983:
  - Julija Snigir´, rosyjska aktorka
  - Fredrik Stenman, szwedzki piłkarz
  - Joanna Szczygielska, polska lekkoatletka, trójskoczkini
  - Mira Topić, chorwacka siatkarka
  - Zjawin, polski raper, producent muzyczny (zm. 2011)
- 1984:
  - Ihor Borysyk, ukraiński pływak
  - Tyler Farrar, amerykański kolarz szosowy
  - Jolanta Kajtoch, polska lekkoatletka, sprinterka
  - Erika Villaécija, hiszpańska pływaczka
- 1985:
  - Miyuki Sawashiro, japońska piosenkarka, aktorka głosowa
  - Maria Kristin Yulianti, indonezyjska badmintonistka
  - Marcin Żelazek, polski piłkarz ręczny
- 1986:
  - Marta Jeschke, polska lekkoatletka, sprinterka
  - Bilal Mohammed, katarski piłkarz
  - Przemysław Opalach, polski bokser
- 1987:
  - Tobias Arlt, niemiecki saneczkarz
  - Darin, szwedzki piosenkarz
  - Iban Iyanga, piłkarz z Gwinei Równikowej
  - Pascale Jeuland, francuska kolarka torowa
  - Ricky Kling, szwedzki żużlowiec
  - Matthew Koma, amerykański piosenkarz
  - Jerzy Fryderyk Wojciechowski, polski kompozytor
- 1988:
  - Sergio Agüero, argentyński piłkarz
  - Patrik Berglund, szwedzki hokeista
  - Takashi Inui, japoński piłkarz
- 1989:
  - Freddy Adu, amerykański piłkarz pochodzenia ghańskiego
  - Liviu Antal, rumuński piłkarz
  - Aljoša Jurinić, chorwacki pianista
  - Isbel Mesa, kubański siatkarz
  - Elman Tagaýew, turkmeński piłkarz
- 1990:
  - Oliver Baumann, niemiecki piłkarz, bramkarz
  - Brittany Curran, amerykańska aktorka, piosenkarka
  - Joana Diela, grecka koszykarka
  - Jon Ludvig Hammer, norweski szachista, trener
  - Hwang Min-kyoung, południowokoreańska siatkarka
  - Israił Kasumow, rosyjski zapaśnik pochodzenia czeczeńskiego
  - Kinga Kołosińska, polska siatkarka plażowa
  - Michał Kwiatkowski, polski kolarz szosowy
  - Eddie Lacy, amerykański futbolista
- 1991:
  - Christabel Nettey, kanadyjska lekkoatletka, skoczkini w dal i płotkarka
  - Aleksandra Szymańska, polska siatkarka
  - Kristine Vitola, łotewska koszykarka
- 1992:
  - Ołeksandr Karawajew, ukraiński piłkarz
  - Pajtim Kasami, szwajcarski piłkarz pochodzenia albańskiego
  - Sérgio Oliveira, portugalski piłkarz
  - Alexander Schwolow, niemiecki piłkarz, bramkarz
  - Ethan Slater, amerykański aktor i piosenkarz
- 1993:
  - Mustafa Al-Bassas, saudyjski piłkarz
  - Cristian Bonilla, kolumbijski piłkarz, bramkarz
  - Jong Myong-suk, północnokoreańska zapaśniczka
  - Piotr Niedźwiedzki, polski koszykarz
  - Adam Taggart, australijski piłkarz
- 1994:
  - Álvaro de Arriba, hiszpański lekkoatleta, średniodystansowiec
  - Franciszek Boberek, polski aktor głosowy
  - Dimitris Konstantinidis, grecki piłkarz
  - Jemma McKenzie-Brown, brytyjska aktorka
- 1995:
  - Camilo Cándido, urugwajski piłkarz
  - Laslo Đere, serbski tenisista pochodzenia węgierskiego
  - Kasia Ioffe, białoruska poetka, pisarka, krytyk literacki
  - Chelsea Islan, indonezyjska aktorka, modelka
  - Jakub Kaszuba, polski zawodnik MMA
  - Evelyn Mawuli, japońska koszykarka pochodzenia ghańskiego
  - Saša Planinšec, słoweńska siatkarka
  - Marcelina Witek, polska lekkoatletka, oszczepniczka
- 1996:
  - Luiz Araújo, brazylijski piłkarz
  - Dalia Belickaitė, litewska koszykarka
  - Matt Denny, australijski lekkoatleta, dyskobol i młociarz
  - Cameron Dummigan, północnoirlandzki piłkarz
  - Muattar Nabiyeva, uzbecka sztangistka
  - Brittany O'Grady, amerykańska aktorka i piosenkarka
  - Soufiane Rahimi, marokański piłkarz
  - Jonathan Rubio Toro, honduraski piłkarz
- 1997:
  - Daniel Kaczmarek, polski żużlowiec
  - Lubow Mochnacz, ukraińska piłkarka
  - Dominik Prokop, austriacki piłkarz
  - Siergiej Rostowcew, rosyjski kolarz szosowy i torowy
  - Alejandro Tabilo, chilijski tenisista
- 1998:
  - Tereza Mihalíková, słowacka tenisistka
  - Mátyás Tajti, węgierski piłkarz
  - Kristián Vallo, słowacki piłkarz
- 1999:
  - Andrés Camilo Ardila, kolumbijski kolarz szosowy
  - Paweł Wąsek, polski skoczek narciarski
  - Wei Yi, chiński szachista
  - Kaiki Yamaguchi, japoński zapaśnik
- 2000:
  - Idekel Domínguez, meksykański piłkarz
  - Michelle Heimberg, szwajcarska skoczkini do wody
  - Radhika, indyjska zapaśniczka
  - Richard Ríos, kolumbijski piłkarz
- 2001 – Fernando Ordóñez, meksykański piłkarz
- 2003:
  - Yusuf Demir, austriacki piłkarz pochodzenia tureckiego
  - Shintarō Mochizuki, japoński tenisista
  - Nurgyul Salimova, bułgarska szachistka pochodzenia tureckiego
- 2004 – Vlad Van Mechelen, belgijski kolarz szosowy
- 2005:
  - Israel Boatwright, dominikański piłkarz
  - Iker Fimbres, meksykański piłkarz
- 2006 – Artemijs Žižins, łotewski snookerzysta

## Zmarli
- 657 – Eugeniusz I, papież, święty (ur. ?)
- 1209 – Heinrich II von Tunna, wielki mistrz zakonu krzyżackiego (ur. ?)
- 1230 – Judyta Przemyślidka, księżniczka czeska, księżna Karyntii (ur. ?)
- 1248 – Agafia Światosławówna, księżna mazowiecka z dynastii Rurykowiczów (ur. ?)
- 1258 – Piotr I, książę portugalski, hrabia Urgell (ur. 1187)
- 1320 – Piotr z Aspeltu, niemiecki duchowny katolicki, arcybiskup Moguncji, lekarz i kapelan Rudolfa I Habsburga, kanclerz Królestwa Czech (ur. ok. 1250)
- 1364:
  - Elżbieta Giedyminówna, księżniczka litewska, księżna i regentka płocka (ur. 1301–04)
  - Wacław I, książę namysłowski i legnicki (ur. ?)
- 1418 – Katarzyna Lancaster, królowa Kastylii i Leónu (ur. 1372/73)
- 1444 – Aleksander Mazowiecki, polski duchowny katolicki, biskup, dyplomata (ur. 1400)
- 1453 – Álvaro de Luna, kastylijski polityk, wielki mistrz zakonu Santiago (ur. 1390)
- 1556 – Francesco Veniero, doża Wenecji (ur. 1489)
- 1598 – Stanislav Pavlovský, czeski duchowny katolicki pochodzenia śląskiego, biskup ołomuniecki (ur. ok. 1545)
- 1601 – Azaria I, ormiański patriarcha Konstantynopola (ur. 1563)
- 1603 – Bernard z Wąbrzeźna, polski duchowny katolicki, benedyktyn, Sługa Boży (ur. 1575)
- 1621:
  - Dorota Lotaryńska, księżna Brunszwiku-Lüneburga i Calenberga (ur. 1545)
  - Eilhardus Lubinus, niemiecki matematyk, kartograf, poeta, teolog protestancki (ur. 1565)
- 1623 – Alessandro Peretti de Montalto, włoski kardynał (ur. 1571)
- 1625 – Terumoto Mōri, japoński samuraj (ur. 1553)
- 1639 – Mikołaj Krzysztof Sapieha, pisarz polny litewski, marszałek Trybunału Głównego Wielkiego Księstwa Litewskiego (ur. 1613)
- 1652 – Marcin Kalinowski, polski szlachcic, hetman polny koronny, wojewoda czernihowski (ur. ok. 1605)
- 1701 – Madeleine de Scudéry, francuska pisarka (ur. 1607)
- 1704 – Stanisław Opaliński, polski szlachcic, urzędnik (ur. 1647)
- 1733 – Johann Adam Wratislaw von Mitrowitz, czeski duchowny katolicki, biskup hradecki i litomierzycki, arcybiskup-nominat praski (ur. 1677)
- 1738 – James FitzJames, hiszpański arystokrata, dyplomata pochodzenia irlandzkiego (ur. 1696)
- 1758 – Zofia, księżniczka heska (ur. 1670)
- 1761 – Joseph Anton Gabaleon Wackerbarth-Salmour, saski polityk, dyplomata (ur. 1685)
- 1765 – Jerzy Wojciech Heide, polski duchowny katolicki, kronikarz (ur. 1706)
- 1780 – Józef Baka, polski jezuita, misjonarz, poeta (ur. 1706/07)
- 1790 – Feliks Czacki, polski szlachcic, polityk (ur. 1723)
- 1794 – Adolf Fryderyk IV, książę Meklemburgii-Strelitz (ur. 1738)
- 1802 – Thomas Fyshe Palmer, brytyjski pastor unitariański, reformator i więzień polityczny, zesłaniec (ur. 1747)
- 1812 – Michał Płoński, polski rysownik, grafik (ur. 1778)
- 1832 – Jean-Pierre Abel-Rémusat, francuski lekarz, sinolog (ur. 1788)
- 1833 – Anne-Jean-Marie-René Savary, francuski książę, generał (ur. 1774)
- 1834 – Edward Lloyd, amerykański polityk (ur. 1779)
- 1835 – François Étienne Kellermann, francuski generał (ur. 1770)
- 1853 – Lucas Alamán, meksykański historyk, polityk (ur. 1782)
- 1862 – Dominik Ninh, wietnamski męczennik i święty katolicki (ur. ok. 1835 lub 41)
- 1863 – Michał Ciundziewicki, polski żołnierz w służbie rosyjskiej (ur. 1839)
- 1870 – Adolf Łączyński, polski ziemianin, polityk (ur. 1796)
- 1872 – Philippe Viard, francuski duchowny katolicki, misjonarz, pierwszy biskup Wellington (ur. 1809)
- 1875 – Józef Kremer, polski polihistor, filozof, estetyk, historyk sztuki, encyklopedysta, prekursor psychologii (ur. 1806)
- 1878 – Samuel Bennett, australijski dziennikarz, historyk (ur. 1815)
- 1881:
  - Émile Littré, francuski filolog, leksykograf, filozof, wykładowca akademicki (ur. 1801)
  - Paweł Owerłło, polski tancerz (ur. 1826)
- 1882:
  - Giuseppe Garibaldi, włoski generał, rewolucjonista, polityk (ur. 1807)
  - Aleksander Tarnowski, polski tancerz (ur. 1821)
  - Mariano Téllez-Girón y Beaufort Spontin, hiszpański arystokrata, wojskowy, polityk, dyplomata (ur. 1814)
- 1885:
  - Karol Antoni Hohenzollern-Sigmaringen, niemiecki książę z rodu Hohenzollern-Sigmaringen, ostatni władca księstwa o tej samej nazwie, premier Prus (ur. 1811)
  - Wincenty Ścibor-Rylski, polski ziemianin, uczestnik powstania listopadowego (ur. ok. 1810)
  - Maximilian Maria von Thurn und Taxis, niemiecki arystokrata (ur. 1862)
- 1888 – Stanisław Waryński, polski i szwajcarski lekarz, embriolog, działacz socjalistyczny (ur. 1858)
- 1896:
  - Christian Drewsen, duński producent papieru, kolekcjoner owadów (ur. 1799)
  - Gerhard Rohlfs, niemiecki podróżnik (ur. 1831)
  - Tomasz Wierzbicki, polski pułkownik, uczestnik powstania styczniowego (ur. 1827)
- 1899 – John Whitehead, brytyjski badacz, naturalista, kolekcjoner okazów ptaków (ur. 1860)
- 1900 – Samori Touré, wódz muzułmański z zachodniej Afryki (ur. ok. 1835)
- 1901 – George Leslie Mackay, kanadyjski misjonarz protestancki pochodzenia szkockiego (ur. 1844)
- 1902 – Feliks Nawrocki, polski fizjolog, wykładowca akademicki (ur. 1838)
- 1903:
  - Iwan Huszałewycz, galicyjski poeta, prozaik, dramaturg (ur. 1823)
  - Franciszek Ksawery Kowalski, polski architekt (ur. 1827)
- 1906:
  - Mateu Morral, hiszpański anarchista, zamachowiec (ur. 1880)
  - Moritz Tintner, żydowski kantor, kaznodzieja, nauczyciel (ur. 1843)
- 1907 – Anastazy Dreszer, polski pianista, kompozytor, pedagog (ur. 1845)
- 1908 – Dawid Kawānanakoa, książę Hawajów (ur. 1868)
- 1910 – Eduard Locher, szwajcarski inżynier (ur. 1840)
- 1911 – Konstantin Miller, rosyjski polityk (ur. 1836)
- 1913 – Alfred Austin, brytyjski poeta (ur. 1835)
- 1916 – Paul von Bruns, niemiecki chirurg, wykładowca akademicki (ur. 1846)
- 1917 – Percy Courtman, brytyjski pływak, żołnierz (ur. 1888)
- 1920 – Franciszek Masłocha, polski podporucznik (ur. 1895)
- 1921 – Hipolit Jasiewicz, polski sierżant pilot (ur. 1899)
- 1922:
  - Denis Horgan, irlandzki lekkoatleta, kulomiot (ur. 1871)
  - Take Ionescu, rumuński polityk, premier Rumunii (ur. 1858)
  - Josef Václav Myslbek, czeski rzeźbiarz (ur. 1848)
- 1924:
  - James Albert Bonsack, amerykański wynalazca (ur. 1859)
  - William Henry Griffith Thomas, brytyjski duchowny i teolog anglikański (ur. 1861)
- 1926:
  - Hans Hermann von Berlepsch, niemiecki polityk (ur. 1843)
  - Anna Działyńska, polska właścicielka ziemska, działaczka społeczna i oświatowa (ur. 1846)
  - William Boog Leishman, szkocki generał, lekarz wojskowy, patolog (ur. 1865)
- 1927:
  - Friedrich Hegar, szwajcarski kompozytor, dyrygent (ur. 1841)
  - Wang Guowei, chiński filozof, historyk, archeolog, poeta (ur. 1877)
  - Otto Gutfreund, czeski rzeźbiarz, rysownik, ceramik (ur. 1889)
- 1928 – Otto Nordenskjöld, szwedzki geolog, geograf, polarnik (ur. 1869)
- 1929 – Enrique Gorostieta, meksykański generał, przywódca powstania Cristero (ur. 1889)
- 1930:
  - Aleksiej von Bünting, rosyjski generał major, emigracyjny działacz kombatancki pochodzenia niemieckiego (ur. 1866)
  - Władysław Poliński, polski zoolog, malakolog, wykładowca akademicki (ur. 1885)
- 1931:
  - Joseph Farnham, amerykański dramaturg, scenarzysta i montażysta filmowy (ur. 1884)
  - Gunnar Wennerström, szwedzki piłkarz wodny, pływak (ur. 1879)
- 1932 – Elise Rosalie Aun, estońska pisarka, poetka, tłumaczka (ur. 1863)
- 1933 – Frank Jarvis, amerykański lekkoatleta, sprinter (ur. 1878)
- 1934 – James Rolph, amerykański polityk (ur. 1869)
- 1935 – Leon Pluciński, polski ziemianin, polityk, wicemarszałek Sejmu RP (ur. 1875)
- 1936:
  - Dragan Jovanović, serbski piłkarz (ur. 1903)
  - Kazimierz Pirgo, polski inżynier, działacz społeczny (ur. 1879)
- 1937:
  - Louis Vierne, francuski organista, kompozytor (ur. 1870)
  - Wacław Pawłowski, polski aktor (ur. 1908)
- 1938 – Olimpiada (Wierbiecka), rosyjska mniszka prawosławna, ihumenia, święta męczennica (ur. 1875)
- 1940:
  - Płaton Kierżencew, radziecki dziennikarz, dyplomata, polityk (ur. 1861)
  - Edward Payson Van Duzee, amerykański bibliotekarz, entomolog, wykładowca akademicki (ur. 1861)
- 1941:
  - Bohdan Anders, polski porucznik pilot (ur. 1918)
  - Lou Gehrig, amerykański baseballista (ur. 1903)
  - Olgierd Kryczyński, polski prawnik, azerski polityk pochodzenia tatarskiego (ur. 1884)
- 1942:
  - Hermann Arbon, estoński polityk komunistyczny (ur. 1898)
  - Władysław Bobek, polski literaturoznawca, językoznawca (ur. 1902)
  - Oskar Cher, estoński polityk komunistyczny (ur. 1913)
  - Neeme Ruus, estoński polityk komunistyczny (ur. 1911)
  - Christian Frederik von Schalburg, duński arystokrata, wojskowy, kolaborant (ur. 1906)
- 1944 – Benoît Broutchoux, francuski anarchista (ur. 1879)
- 1945:
  - Agnes Baden-Powell, brytyjska pionierka skautingu (ur. 1858)
  - August Hirt, niemiecki lekarz-anatom, SS-Hauptsturmführer (ur. 1898)
- 1946 – Carrie Ingalls, amerykańska pionierka (ur. 1870)
- 1947:
  - Stepan Pietriczenko, rosyjski marynarz, agent GRU, rewolucjonista, działacz anarchosyndykalistyczny pochodzenia ukraińskiego (ur. 1892)
  - Jesse Reno, amerykański wynalazca (ur. 1861)
- 1948:
  - Rudolf Brandt, niemiecki lekarz, funkcjonariusz i zbrodniarz nazistowski (ur. 1909)
  - Karl Gebhardt, niemiecki lekarz, funkcjonariusz i zbrodniarz nazistowski (ur. 1897)
  - Waldemar Hoven, niemiecki lekarz, funkcjonariusz i zbrodniarz nazistowski (ur. 1903)
  - Bronisław Hozakowski, polski przedsiębiorca (ur. 1887)
  - Joachim Mrugowsky, niemiecki lekarz, funkcjonariusz i zbrodniarz nazistowski (ur. 1905)
  - Hasan Salama, palestyński dowódca wojskowy (ur. 1912)
  - Wolfram Sievers, niemiecki funkcjonariusz i zbrodniarz nazistowski (ur. 1905)
  - Marian Wieroński, polski pułkownik piechoty (ur. 1896)
- 1950:
  - Halina Cimino, polska filolog, łączniczka podziemia podejrzana o współpracę z Gestapo (ur. 1901)
  - Sergiusz Hessen, rosyjski filozof i pedagog działający w Polsce (ur. 1887)
- 1951 – Émile Chartier, francuski filozof, dziennikarz, pacyfista (ur. 1868)
- 1952:
  - Bohumil Mathesius, czeski poeta, tłumacz, publicysta, historyk literatury, rusycysta, wykładowca akademicki (ur. 1888)
  - Louis Saeys, belgijski piłkarz, trener (ur. 1887)
- 1955 – Jerzy Wyszomirski, polski podporucznik, poeta, prozaik, krytyk literacki i filmowy, felietonista, nauczyciel, tłumacz (ur. 1897)
- 1956:
  - Jean Hersholt, duńsko-amerykański aktor (ur. 1886)
  - Jadwiga Mehofferowa, polska malarka, modelka (ur. 1871)
- 1958 – Giulio Facibeni, włoski duchowny katolicki, Sługa Boży (ur. 1884)
- 1959:
  - Józef Duda, polski botanik, mikrobiolog, wykładowca akademicki (ur. 1911)
  - Stefan Sowiak, polski piłkarz (ur. 1907)
- 1960:
  - Wojciech Stachura, polski podpułkownik piechoty (ur. 1901)
  - Jakub Węgierko, polski internista, diabetolog pochodzenia żydowskiego (ur. 1889)
- 1961 – Louis de Wohl, niemiecki pisarz (ur. 1903)
- 1962:
  - Vita Sackville-West, brytyjska poetka, pisarka, ogrodniczka (ur. 1892)
  - Dennis Taylor, brytyjski kierowca wyścigowy (ur. 1921)
- 1963:
  - Ivan Bek, jugosłowiańsko-francuski piłkarz (ur. 1909)
  - Henrik Hajós, węgierski pływak (ur. 1886)
- 1967:
  - Benno Ohnesorg, niemiecki student (ur. 1940)
  - Wacław Piotrowski, polski malarz (ur. 1887)
- 1968 – Richard N. Williams, amerykański tenisista (ur. 1891)
- 1969 – Radivoj Korać, jugosłowiański koszykarz (ur. 1938)
- 1970:
  - Bruce McLaren, nowozelandzki kierowca wyścigowy, inżynier (ur. 1937)
  - Lucía Sánchez Saornil, hiszpańska aktywistka anarchistyczna, feministyczna, poetka, pisarka (ur. 1895)
  - Giuseppe Ungaretti, włoski poeta (ur. 1888)
- 1973 – Kazimierz Miętkowski, polski profesor nauk medycznych (ur. 1906)
- 1974:
  - Hiroshi Kazato, japoński kierowca wyścigowy (ur. 1949)
  - Tom Kristensen, duński pisarz (ur. 1893)
  - Zdzisław Rajewski, polski archeolog, muzealnik (ur. 1907)
- 1975 – Gabriel Sokolnicki, polski inżynier elektryk, przedsiębiorca, polityk, działacz społeczny, wykładowca akademicki (ur. 1877)
- 1976:
  - Abd ar-Rahman Azzam, egipski polityk, dyplomata (ur. 1893)
  - Stanisław Mucha, polski fotograf (ur. 1895)
  - Juan José Torres, boliwijski generał, polityk, prezydent Boliwii (ur. 1920)
- 1977:
  - Stephen Boyd, irlandzki aktor (ur. 1931)
  - Malwina Szczepkowska, polska pisarka, reżyserka teatralna i radiowa, teatrolog (ur. 1909)
- 1978:
  - Santiago Bernabéu, hiszpański piłkarz, działacz piłkarski (ur. 1895)
  - Malik Haddad, algierski piłkarz (ur. 1927)
  - Wasilij Markow, radziecki polityk (ur. 1905)
- 1979 – Jim Hutton, amerykański aktor (ur. 1934)
- 1980 – Vasja Pirc, słoweński szachista (ur. 1907)
- 1982:
  - Jiří Brdečka, czeski pisarz, scenarzysta filmowy (ur. 1917)
  - Fazal Ilahi Chaudhry, pakistański prawnik, polityk, prezydent Pakistanu (ur. 1904)
  - Iwan Michajliczenko, radziecki pułkownik pilot, as myśliwski (ur. 1920)
- 1983:
  - Zbigniew Korosadowicz, polski geograf, taternik, naczelnik TOPR (ur. 1907)
  - Ernest Libérati, francuski piłkarz pochodzenia algiersko-włoskiego (ur. 1906)
  - Julio Rosales, filipiński duchowny katolicki, arcybiskup metropolita Cebu, kardynał (ur. 1906)
- 1985:
  - George Brown, brytyjski polityk (ur. 1914)
  - Mark W. Hannaford, amerykański polityk (ur. 1925)
- 1986:
  - Slamet Muljana, indonezyjski filolog, językoznawca, historyk, wykładowca akademicki (ur. 1929)
  - Tadeusz Prywer, polski lekkoatleta, kulomiot (ur. 1919)
- 1987:
  - Anthony de Mello, indyjski jezuita, psychoterapeuta, mistyk (ur. 1931)
  - Henry Palmé, szwedzki lekkoatleta, długodystansowiec (ur. 1907)
- 1988 – Raj Kapoor, indyjski aktor (ur. 1924)
- 1989 – Ted A’Beckett, australijski krykiecista (ur. 1907)
- 1990:
  - Walter Davis Jr., amerykański pianista hard bopowy[3] (ur. 1932)
  - Jack Gilford, amerykański aktor (ur. 1908)
  - Rex Harrison, brytyjski aktor (ur. 1908)
  - Jan Moll, polski kardiochirurg (ur. 1912)
- 1992:
  - Philip Dunne, amerykański scenarzysta, reżyser i producent filmowy (ur. 1908)
  - Endre Győrfi, węgierski piłkarz wodny, bramkarz (ur. 1920)
- 1993:
  - Tahar Djaout, algierski dziennikarz, prozaik, poeta pochodzenia kabylskiego (ur. 1954)
  - Juan José Rodríguez, argentyński piłkarz (ur. 1937)
  - Karol Świtalski, polski duchowny luterański, kapelan wojskowy (ur. 1902)
- 1994:
  - Ole Hegge, norweski biegacz narciarski (ur. 1898)
  - David Stove, australijski filozof (ur. 1927)
  - Walenty Szwajcer, polski nauczyciel, odkrywca pozostałości prehistorycznej osady kultury łużyckiej w Biskupinie (ur. 1907)
- 1995 – Alexandre de Marenches, francuski wysoki funkcjonariusz służb specjalnych (ur. 1924)
- 1996:
  - François Picard, francuski kierowca wyścigowy (ur. 1926)
  - Joanna Piekarska, polska artystka plastyk, poetka, reżyserka teatralna (ur. 1906)
  - Amos Tversky, amerykańsko-izraelski psycholog (ur. 1937)
- 1997:
  - Ludmiła Hausbrandt, polska botanik (ur. 1914)
  - Helen Jacobs, amerykańska tenisistka (ur. 1908)
- 1998 – Stefan Stefański, polski muzealnik (ur. 1914)
- 1999:
  - Václav Benda, czeski działacz opozycji antykomunistycznej, polityk (ur. 1946)
  - Junior Braithwaite, jamajski wokalista ska i reggae (ur. 1949)
  - Jewgienij Iwczenko, białoruski lekkoatleta, chodziarz (ur. 1938)
- 2000:
  - Paolo Barile, włoski prawnik, nauczyciel akademicki, polityk (ur. 1917)
  - Swiatosław Fiodorow, rosyjski okulista (ur. 1927)
  - Lepo Sumera, estoński kompozytor, polityk (ur. 1950)
- 2001:
  - Imogene Coca, amerykańska aktorka, komik (ur. 1908)
  - Joey Maxim, amerykański bokser (ur. 1922)
  - Stanisław Ratusiński, polski pilot, wykładowca (ur. 1935)
- 2002 – Konrad Wirnhier, niemiecki strzelec sportowy (ur. 1937)
- 2003 – Dick Cusack(inne języki), amerykański aktor, reżyser, scenarzysta pochodzenia irlandzkiego (ur. 1925)
- 2004:
  - Dietz-Otto Edzard, niemiecki asyriolog, wykładowca akademicki (ur. 1930)
  - Nikołaj Gjaurow, bułgarski śpiewak operowy (bas) (ur. 1929)
  - Tesfaye Gebre Kidan, etiopski generał, polityk, p.o. prezydenta Etiopii (ur. 1935)
  - Marek Kłuciński, polski poeta, tłumacz, happener, publicysta, reportażysta, informatyk (ur. 1948)
  - Tini Wagner, holenderska pływaczka (ur. 1919)
- 2005:
  - Gunder Gundersen, norweski kombinator norweski (ur. 1930)
  - Andrea Pangrazio, włoski duchowny katolicki, biskup Livorno, arcybiskup Gorycji i biskup Porto-Santa Rufina (ur. 1909)
- 2006 – Łukasz Romanek, polski żużlowiec (ur. 1983)
- 2007:
  - Stanisława Domagalska, polska autorka książek dla dzieci i młodzieży, dziennikarka (ur. 1946)
  - Huang Ju, chiński polityk komunistyczny (ur. 1938)
  - Giuseppe Vecchi, włoski muzykolog (ur. 1912)
- 2008:
  - Adam Daraż, polski polityk, senator RP (ur. 1953)
  - Bo Diddley, amerykański muzyk, wokalista (ur. 1928)
  - Mel Ferrer, amerykański aktor, reżyser filmowy (ur. 1917)
  - Ken Naganuma, japoński piłkarz (ur. 1930)
- 2009:
  - David Eddings, amerykański pisarz fantasy (ur. 1931)
  - Bogusław Paleczny, polski duchowny katolicki, kamilianin, działacz społeczny na rzecz pomocy bezdomnym (ur. 1959)
- 2010 – Luigi Colturi, włoski narciarz alpejski (ur. 1967)
- 2011:
  - Ray Bryant, amerykański pianista jazzowy, kompozytor (ur. 1931)
  - Juliusz Janicki, polski aktor, scenarzysta, reżyser filmów fabularnych i dokumentalnych, pedagog (ur. 1931)
  - Anna Więzik, polska poetka, pracowniczka PCK (ur. 1930)
- 2012:
  - Kathryn Joosten, amerykańska aktorka (ur. 1939)
  - Stefan Jurczak, polski polityk, związkowiec, działacz opozycji antykomunistycznej, wicemarszałek Senatu RP (ur. 1938)
  - Gen’ichi Taguchi, japoński inżynier, statystyk (ur. 1924)
- 2013 – Rimantas Lazdynas, litewski dziennikarz, polityk (ur. 1951)
- 2014:
  - Ivica Brzić, serbski piłkarz (ur. 1941)
  - Nikołaj Chrienkow, rosyjski bobsleista (ur. 1984)
  - Giennadij Gusarow, rosyjski piłkarz (ur. 1937)
  - Duraisamy Simon Lourdusamy, indyjski duchowny katolicki, arcybiskup Bangalore, kardynał (ur. 1924)
  - Maciej Łukaszczyk, polski pianista (ur. 1934)
  - Alexander Shulgin, amerykański chemik, farmakolog pochodzenia rosyjskiego (ur. 1925)
  - Bogusław Sosnowski, polski ekonomista, działacz piłkarski (ur. 1939)
- 2015:
  - Fernando de Araujo, wschodniotimorski polityk, prezydent Timoru Wschodniego (ur. 1963)
  - Franciszek Kaczmarek, polski fizyk, wykładowca akademicki (ur. 1928)
  - Antonia Gerena Rivera(inne języki), amerykańska superstulatka pochodzenia portorykańskiego (ur. 1900)
  - Irwin Rose, amerykański biolog, chemik, wykładowca akademicki, laureat Nagrody Nobla (ur. 1926)
  - Jacek Wiśniewski, polski piłkarz (ur. 1953)
- 2016:
  - Corry Brokken, holenderska piosenkarka (ur. 1932)
  - Tom Kibble, brytyjski fizyk-teoretyk, wykładowca akademicki (ur. 1932)
  - Jewhen Łemeszko, ukraiński piłkarz, bramkarz, trener (ur. 1930)
  - Jacek Marek, polski rzeźbiarz (ur. 1960)
  - Andrzej Niemczyk, polski siatkarz, trener (ur. 1944)
- 2017:
  - Roman Kliś, polski sztangista (ur. 1988)
  - Léon Lemmens, belgijski duchowny katolicki, biskup pomocniczy Mechelen-Brukseli (ur. 1954)
  - Anna Opacka, polska literaturoznawczyni (ur. 1934)
  - Jerzy Pelc, polski filozof, semiotyk, logik, wykładowca akademicki (ur. 1924)
  - Tomasz Wieczorkiewicz, polski działacz społeczny (ur. 1930)
- 2018:
  - Paul Boyer, amerykański chemik, wykładowca akademicki, laureat Nagrody Nobla (ur. 1918)
  - André Desvages, francuski kolarz szosowy (ur. 1944)
  - Irenäus Eibl-Eibesfeldt, austriacki zoolog, wykładowca akademicki (ur. 1928)
- 2019:
  - Ken Matthews, brytyjski lekkoatleta, chodziarz (ur. 1934)
  - Lowell North, amerykański żeglarz sportowy (ur. 1929)
  - Maciej Parowski, polski pisarz, krytyk i redaktor fantastyki naukowej (ur. 1946)
  - Alan Rollinson, brytyjski kierowca wyścigowy (ur. 1943)
- 2020:
  - John Cuneo, australijski żeglarz sportowy (ur. 1928)
  - Roberto Gervaso, włoski dziennikarz, pisarz (ur. 1937)
  - Desmond Moore, australijski duchowny katolicki, biskup Alotau-Sideia (ur. 1926)
  - Jacques Noyer, francuski duchowny katolicki, biskup Amiens (ur. 1927)
  - Marian Słowiński, polski major (ur. 1919)
  - Wes Unseld, amerykański koszykarz, trener (ur. 1946)
- 2021:
  - Jerzy Albrycht, polski matematyk, wykładowca akademicki (ur. 1924)
  - Tadeusz Łapiński, polski internista, epidemiolog, wykładowca akademicki (ur. 1958)
  - Stanisław Łunin, kazachski piłkarz (ur. 1993)
- 2022:
  - Mirosława Błaszczak-Wacławik, polska historyk filozofii, wykładowczyni akademicka, działaczka opozycji antykomunistycznej (ur. 1951)
  - Kai Bumann, niemiecki dyrygent (ur. 1961)
  - Hanna Zofia Fellmann-Mazur, polska biolog, pedagog (ur. 1942)
  - Andriej Gaponow-Griechow, rosyjski fizyk, wykładowca akademicki (ur. 1926)
  - Andrzej Tomecki, polski aktor (ur. 1932)
- 2023:
  - Jurij Krasin, rosyjski socjolog, politolog, wykładowca akademicki (ur. 1929)
  - Jacques Rozier, francuski reżyser i scenarzysta filmowy (ur. 1926)
  - Kaija Saariaho, fińska kompozytorka (ur. 1952)
- 2024:
  - Swietłana Białłozór, polska chemik, profesor nauk chemicznych (ur. 1932)
  - Teresa Dunin-Karwicka, polska etnograf, etnolog (ur. 1931)
  - Zbigniew Maciej Gliwicz, polski ekolog, hydrobiolog (ur. 1939)
  - Dawid Lewi, izraelski polityk, minister spraw zagranicznych (ur. 1937)
  - Janis Paige, amerykańska aktorka (ur. 1922)
  - Harold Snoad, brytyjski reżyser i producent filmowy (ur. 1935)
  - Krzysztof Strykier, polski kierowca rajdowy, przedsiębiorca (ur. 1942)
- 2025:
  - Eva Borušovičová, słowacka scenarzystka filmowa (ur. 1970)
  - Roger Freeman, brytyjski polityk, minister ds. transportu publicznego (ur. 1942)
  - Konrad Kojder, polski szachista (ur. 1956)
  - Gustáv Mráz, słowacki piłkarz (ur. 1934)
  - Pierre Nora, francuski historyk (ur. 1931)
  - Marek Oleksiński, polski inżynier, polityk, urzędnik państwowy, wojewoda nowosądecki (ur. 1941)